# Homeless Grapevine
Homeless Grapevine (рус. Бездомный виноградник) — уличная газета, продаваемая бездомными в Кливленде, штат Огайо, США. Она публикуется Северо-восточной коалицией Огайо за бездомных (англ. Northeast Ohio Coalition for the Homeless) (NEOCH). Бездомные покупают газеты по цене 25 центов за экземпляр и продают их за 1 доллар. Газета пытается быть голосом для бездомных и контент, содержащийся в ней, полностью посвящён проблемам бездомных, многие из статей написаны самими бездомными. Издание имеет 16 страниц. В 2004 году тираж составлял 5 000 экземпляров и продавался 15-20 продавцами.

## История

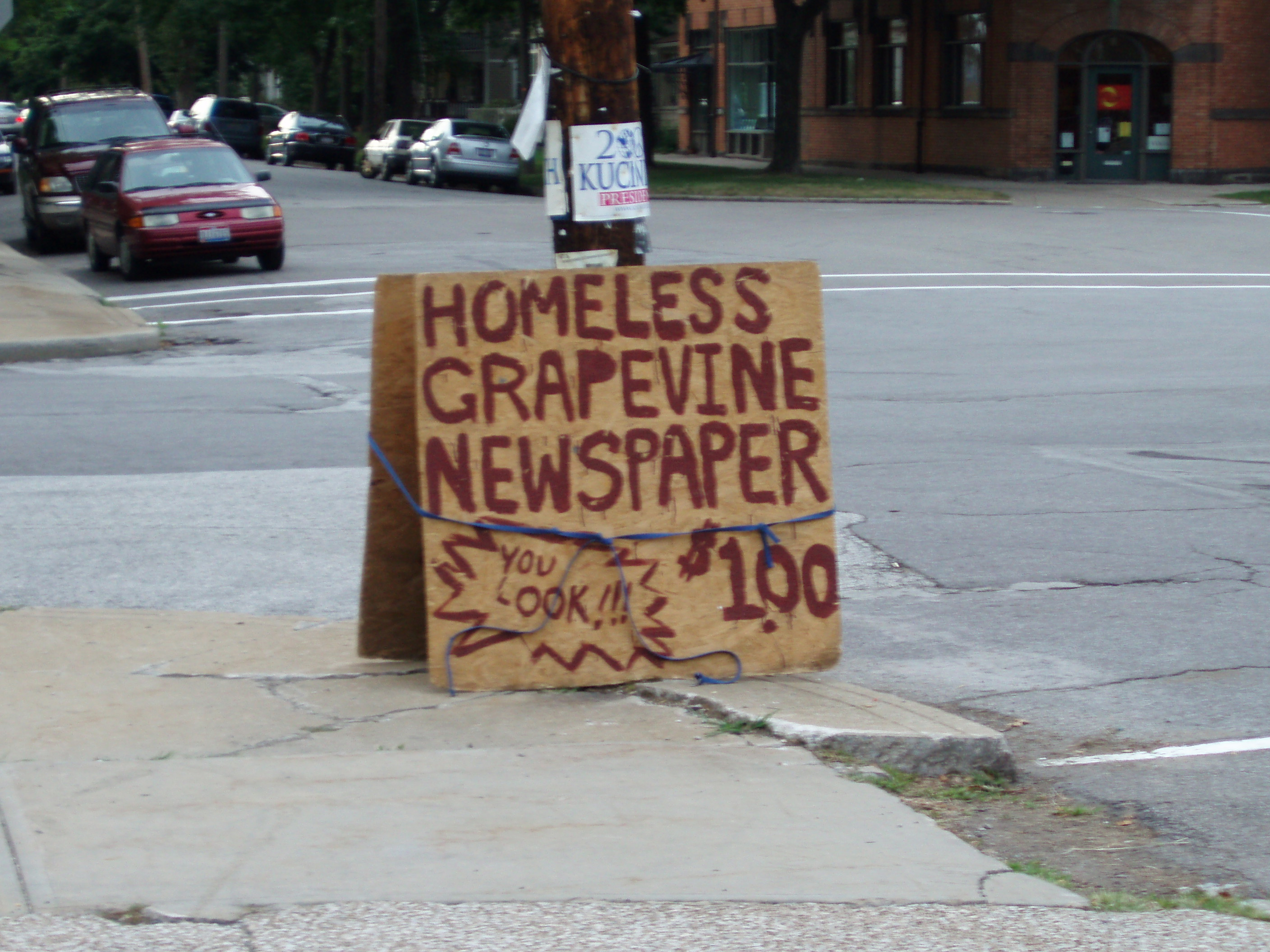
Рекламный плакат бездомного в Линкольн-парке Кливленда

Homeless Grapevine появилась в 1991 году благодаря студенту Кентского государственного университета Фреду Майеру. Макет был первоначально скопирован и продан за 25 центов. В 1993 году газета перешла к NEOCH, которая опубликовала первый выпуск нового издания весной 1993 года.
Специальный выпуск № 65(a), вышедший в мае-июне 2004 года был полностью посвящён Даниэлю Томпсону, поэту и стороннику бездомных, который часто публиковал свои произведения в Homeless Grapevine.
В 2009 году NEOCH принимает решение прекратить выпуск Homeless Grapevine. Вместо неё в 2010 году организация начала выпускать новую уличную газету — Street Chronicle.

## Законность
В середине 1990-х власти города потребовали, чтобы продавцы газет приобрели лицензию торговца-разносчика (англ. peddlers' license), стоимостью 50 долларов. После того как одному из бездомных удалось купить лицензию, Американский союз защиты гражданских свобод осудил действия властей, назвав это нарушением Первой поправки к Конституции США, которая в числе прочего устанавливает, что Конгресс США не будет посягать на свободу прессы. После этого обвинения с Homeless Grapevine были сняты. Иск также был подан со стороны бездомных продавцов и Нации ислама, которая также продавала свою газету The Final Call в общественных местах. Окружной суд принял иск, но Апелляционный суд шестого округа США отменил его, став на сторону городских властей.